# Асільдаров Рустам Магомедович
Руста́м Магоме́дович Асільда́ров (Асільдеров, Асельдеров), також відомий як Абу Мухаммад аль-Кадарі (Кадарський) (9 березня 1981, Ікі-Буруль, Калмицької АРСР, СРСР – 3 грудня 2016, Талгі, Дагестан) — дагестанський військовий діяч, 1-й амір Вілаяту Кавказ Ісламської держави (ІД) і амір войовничого крила Вілаяту Дагестан у складі Імарату Кавказ.

## Біографія
Народився 9 березня 1981 року в селі Ікі-Буруль, Калмицької АРСР, але виріс у Буйнакському районі Республіки Дагестан (у т. з. «Кадарській зоні»). Наприкінці 1990-х років ця територія стала регіональним центром салафізму та мала де-факто незалежність, перш ніж військові дії у вересні 1999 року повернули її під контроль РФ.
Асільдаров став лідером Центрального сектору Вілаяту Дагестан у травні 2010 року, а 8 серпня 2012 року лідер Імарату Кавказ Доку Умаров призначив Асільдарова загальним аміром Вілаяту Дагестан після смерті Ібрагімхаліла Даудова.
У грудні 2014 року в мережі було опубліковано відео з Асільдаровим, на якому він відмовився від присяги на вірність наступнику Умарова Аліасхабу Кебекову та присягнув на вірність лідеру Ісламської держави Абу Бакру аль-Багдаді. Через кілька днів Кебеков у відео засудив «зраду» Асільдарова і призначив Саїда Араканського (за іншими даними Каміля Саїдова, можливо це одна людина) новим лідером Вілаяту Дагестан.
В аудіозверненні від 23 червня 2015 року речник ІД Абу Мухаммад аль-Аднані прийняв клятву вірності угрупованню, надану бойовиками з Північного Кавказу, і оголосив про створення нового вілаяту або провінції, що охоплює регіон (див. Вілаят Кавказ Ісламської держави). Аднані оголосив лідером цієї нової гілки Абу Мухаммада аль-Кадарі (псевдонім Асільдарова).
29 вересня 2015 року Державний департамент Сполучених Штатів додав Асільдарова до свого списку глобальних терористів із особливою категорією.
3 грудня 2016 року ФСБ оголосила, що Асільдаров і четверо його наближених були вбиті під час антитерористичного рейду поблизу Махачкали, Дагестан.[джерело?]